# Preventivna konzervacija
Preventivna konzervacija, kod nas bolje znana kao preventivna zaštita, odnosno briga o zbirkama, je specijalnost unutar područja  konzervacije restauracije kao profesije.Cilj preventivne konzervacije je identifikacija ,te redukcija potencijalno pogubnih rizika za kulturne artefakte putem osmišljene kontrole njihova okoliša. 
U našim muzejima se ovom problematikom bave prije svega kustosi,konzervatori restauratori,te konzervatori tehničari.

## Definicija
Predmeti materijalne kulture svakodnevno su suočeni s brojnim ugrozama - krađa,vandalizam,štetnici,zagađenje,vlažnost i temperatura zraka,pa sve do elementarnih nepogoda ,fizičke sile, kao i svih vrsti svijetla.Posljedice ovih djelovanja,nakon što je došlo do oštećenja, ponekad mogu biti sanirane pomoću interventivne konzervacije. Međutim brojni se izvori gore navedenih opasnosti mogu kontrolirati,te se djelovanje nekih može barem predvidjeti.Preventivna se konzervacija dakle bavi sprečavanjem štete i propadanja putem istraživanja ,te osmišljavanja postupaka koji će poboljšati sigurnost predmeta i zbirki. Područja kojima se posebno posvećuje pažnja su okolišni uvjeti,rukovanje s predmetima,kontrola štetnika,plan za djelovanje u slučaju raznih nepogoda,te izrada kopija ili duplikata.

## Okolišni uvjeti
Utjecaj okoliša lako se kontrolira u slučaju predmeta u interijeru,a isti uključuje temperaturu,relativnu vlažnost zraka,te razinu rasvjete u prostoru u kom se predmeti nalaze.

### Temperatura
Bilo koji način pohrane odnosno izlaganja predmeta mora uzeti u obzir i temperaturu unutar spomenutog prostora,kao i sustave za osiguravanje potrebnih uvjeta unutar sigurnih granica ,uključivši prihvatljivu cijenu samog sustava.Različiti materijali na oscilacije u temperaturi reagiraju na različite načine,tako primjerice je keramika osjetljiva na direktno zagrijavanja na mehaničkom nivou,dok su pak brojni organski materijali više ugroženi naglim promjenama temperature pogotovo prevelikom hladnoćom.Jednostavno je pravilo da je nivo kemijskih reakcija zavisan o temperaturi na kojoj se iste odvijaju,te više temperature,tako smanjuju energiju aktivacije i ubrzavaju procese kemijske degradacije.
Nivo ljudima ugodne temperature također mora biti uzet u obzir.
Tako u čuvaonicama ,gdje se rjeđe ulazi, može temperatura stoga biti niža no u prostoru za izlaganje,također oni koji ulaze u čuvaonicu pripremljeni su odnosno svjesni spomenute činjenice.
Izložbeni prostor je mjesto gdje se posjetioci moraju osjećati dovoljno udobno da bi u njima boravili,u suprotnom objekti neće biti razgledavani,te će tako izgubiti svoju primarnu svrhu.
| Materijal                    | Preporučena temperatura | Napomene                                                                             |
| ---------------------------- | ----------------------- | ------------------------------------------------------------------------------------ |
| Slike na platnu              | 15 - 22 C               |                                                                                      |
| papir                        | oko 20 C                |                                                                                      |
| fotografije                  | oko 21 C                |                                                                                      |
| pergament                    | do 22 C                 |                                                                                      |
| koža                         | 18 C                    |                                                                                      |
| drvo (oslikano ili lakirano) | 20 C                    | Važi i za slike na dasci, namještaj te glazbala!                                     |
| metal                        | 15 - 18 C               | Za predmete od kositra ne manje od 13,2 C!                                           |
| tekstil                      | 18 - 21 C               |                                                                                      |
| kost, bjelokost, rožina      | do 25 C                 |                                                                                      |
| jantar                       | 17 - 22 C               |                                                                                      |
| plastika                     | 20 C                    | Predmete od acetil i nitroceluloze s vidljivim znacima propadanja čuvati na 2 - 5 C! |
| orijentalni lak              | 20 C                    |                                                                                      |

### Relativna vlažnost zraka
U posljednjih je nekoliko decenija utvrđeno da čak i delikatni organski materijali posjeduju određenu sposobnost prilagodbe u odnosu na oscilacije u relativnoj vlažnosti zraka,tako da ovi materijali mogu u određenoj mjeri nabubriti odnosno stisnuti se .
Ovaj fenomen je prirodno moguć pri relativnoj vlažnosi zraka od oko 50%+-15%.Destruktivni kemijski odnosno mehanički procesi,poput hidrolize u slučju visoke relativne vlažnosti,te ukrućivanja i umrežavanja kod niske RV,mogu se držati unutar istog nivoa oscilacija prihvatljivog za mješovite muzejske zbirke.
Vlaga ima jak utjecaj na skoro sve materijale od kojih su izgrađeni muzejski predmeti,uz izuzeće stakla i keramike.Pri visokoj RV većina metala će korodirati,a ovaj rizik biva pojačan prisutnošću površinske kontaminacije,što opet naglašava potrebu za redovitim i dobro planiranim održavanjem muzejskih prostora.
Dodatno, predmete mogu ugroziti i plijesni kojima odgovara visoka RV; to posljednje ne samo da može izazvati alergijske reakcije kod posjetilaca, već i slabi pogođene predmete te privlači i druge štetnike.
Suhi pak uvjeti mogu doprinijeti pucanju i izobličenju drvenih predmeta,ali i brojnih drugih organskih materijala,poglavito ako RV padne ispod 40%.
Iako se većina predmeta prilagođava oscilacijama vlažnosti zraka prenagle i prevelike promjene mogu biti štetne.
Anizotropni materijali poput drveta i bjelokosti posebno su osjetljivi na navedene promjene,posebice ako predmeti na ili u sebi nose i metalne dijelove. Metal tu koči prirodno širenje i skupljanje spomenutih predmeta. Stoga ovakvi objekti idealno moraju biti izlagani ili čuvani u pažljivo kontroliranim klimatskim uvjetima.
| Materijal                    | Preporučena RV | Napomene                                                                                                |
| ---------------------------- | -------------- | --- |
| Slike na platnu              | 45-60 % RV     | |
| Papir                        | 45-55 % RV     | |
| Fotografije                  | 30-50 % RV     | Fotografije u boji do 25-30 % RV!                                                                       |
| Pergament                    | 50-60 % RV     | |
| Koža                         | 45-60 % RV     | |
| Drvo (oslikano ili lakirano) | 45-60 % RV     | Važi i za slike na dasci,namještaj,te glazbala!                                                         |
| Metal                        | 15-55 % RV     | Arheološko željezo/aktivna korozija do 15 % RV Arheološki bakar ili slitine/aktivna korozija do 35 % RV |
| Tekstil                      | 30-50 % RV     | |
| Kost,bjelokost,rožina        | 50-60 % RV     | |
| Jantar                       | oko 50 % RV    | |
| Plastika                     | 30-50 % RV     | |
| Orijentalni lak              | 50-60 % RV     | Po japanskim izvorima do 70 %!                                                                          |

### Vidljivo svijetlo
Svijetlo ne može biti eliminirano od svog štetnog utjecaja na predmete,jer je potrebno kako u slučaju detaljnog promatranja premeta tako i sigurnog kretanja oko istih.Na nesreću,to također znači da oštećenja prouzrokovana svijetlom,ne mogu biti uklonjena već samo umanjena na što prihvatljiviju mjeru.
Učinak vidljivog svijetla počeli su izučavati slikari i proizvođači boja u ranom 18.stoljeću,no sve do ranih godina dvadesetog stoljeća isto nije bilo detaljno istraženo.
Tek je u par posljednjih desetljeća shvaćena kumulativna priroda ovih oštećenja.
Detaljne su studije počele davati naglasak dugoročnim efektima te su dozvolile prihvatljivost kratkoročnih varijacija u vrijednostima nivoa rasvjete zavisno o određenim situacijama:standardno promatranje,promatranje od strane starijih osoba,složene studije ili postupci,i promatranje niskokontrastnih detalja - sve ove varijante uključuju raznorodne zahtjeve. Praktični kompromis između zaštite i odobrenja da predmet ispuni svoju vizualnu svrhu uključivao je dopustljivost određene razine fizičkog rizika.
Čak i uz prihvaćanje ove prilagodljivosti,interakcija svijetla treba biti ograničena na trenutke kada je predmet dostupan razgledavanju ili izučavanju,i sukladno tome treba odabrati prihvatljiv nivo rasvjete.
Pošto su posljedice djelovanja vidljivog svijetla kumulativne,svako ograničenje izlaganja istom - bilo u smislu vremena ili intenziteta -sprečava oštećenje predmeta .Razdoblja intenzivne ili dugotrajne rasvjete moraju biti uravnotežena s razdobljem niskog nivoa osvjetljenja.
| Materijal                    | Preporučena razina rasvjete | Ukupno godišnje - u luks satima! |
| ---------------------------- | --------------------------- | -------------------------------- |
| Slike na platnu              | do 200 lx                   | 384 000                          |
| Papir                        | do 50 lx                    | 96 000                           |
| Fotografije u boji           | do 50 lx                    | 96 000                           |
| Crno bijele fotografije      | do 200 lx                   | 384 000                          |
| Koža                         | do 50 lx                    | 96 000                           |
| Drvo (oslikano ili lakirano) | 100 - 200 lx                | 192 000 - 384 000                |
| Metal                        | do 300 lx                   | 576 000                          |
| Tekstil                      | do 50 lx                    | 96 000                           |
| Staklo                       | do 300 lx                   | 576 000                          |
| Keramika                     | do 300 lx                   | 576 000                          |
| Kamen                        | 300 lx                      | 576 000                          |
| Kost,bjelokost,rožina        | do 150 lx                   | 384 000                          |
| Jantar                       | 100 lx                      | 192 000                          |
| Plastika                     | 100 - 200 lx                | 192 000 - 384 000                |
| Orijentalni lak              | do 200 lx                   | 384 000                          |

### Ultraljubičasto zračenje
Ultraljubičasto zračenje je oblik elektromagnetske radijacije s višim nivoom energije u odnosu na vidljivo svijetlo.Ono ne doprinosi vidljivosti predmeta i u idealnim slučajevima ga je najbolje eliminirati,inače će njemu izloženi materijali biti višestruko oslabljeni,od blagog žućenja pa do potpunog razlaganja.
Organski su materijali naročito osjetljivi izlaganju ovom svijetlu.
Direktno sunčevo svijetlo sadrži najviše potencijala za ovu vrstu oštećenja,no i neke vrsta žarulja također sadrže dosta ultraljubičastih zraka.
Razne se vrste filtera koriste za uklanjanje ovog zračenja pri izlaganju predmeta,i brojni se od njih mogu koristiti zajedno kako bi dobile vrijednosti prihvatljive za određene vrste predmeta.
Najjednostavnije sredstvo su teške zavjese,no možemo ih koristiti samo ako imamo za njihovo podizanje neophodno osoblje,koje će ih spuštati ili dizati zavisno o prisutnosti posjetioca.Od naprava za filtriranje većina se oslanja na moć apsorbiranja ultraljubičastih zraka,poput akrilnih folija,no iste s vremenom propadaju te ih je potrebno s vremena na vrijeme zamijeniti. Puno su bolje rješenje interferentni filteri,isti ovo zračenje u potpunosti eliminiraju.

## Zagađenost zraka
Zagađenost zraka u izložbenim prostorima i  muzejskim čuvaonicama  također je vrlo važna za opstojnost predmeta kulturne baštine.
Osim plinova štetno djeluje i prašina,te druge sitne čestice poput čađe.Ne treba zaboraviti da zagađenosti zraka u muzejskim prostorima znatno doprinosi i primjena nekompatibilnih i nekvalitetnih materijala za izradu vitrina za izlaganje te materijala za uređenje izložbenih prostora i muzejskih čuvaonica.

## Rukovanje s predmetima
Pri svakom rukovanju s predmetima postoji opasnost da se isti oštete.Dobro razrađeni i standardizirani postupci održavanja,te pakiranja i prenošenja predmeta pomažu u eliminaciji kako neposrednog dodira tako i štete od istog.

## Izlaganje i pohrana
Osim dobro osmišljene strukture,jedna od ključnih komponenti oblikovanja prostorija za izlaganje i čuvanje predmeta je primjeren odabir materijala koje ćemo koristiti.
Posebno kod dugoročnih rješenja treba pažljivo odabrati materijale koji će biti u blizini predmeta,kako isti ne bi nepovoljno utjecali na iste.
Probe Oddyjevim testom razmjerno su jednostavan način ispitivanja međudjelovanja pojedinih materijala.
Prethodno objašnjeni okolišni uvjeti također su ključni pri pohrani ili izlaganju predmeta.

## Pakiranje i transport
Tehnike pravilnog pakiranja i ispravnog odabira materijala koji se u te svrhe koriste najbolji su način za osiguranje sigurnosti predmeta tijekom transporta, i kao i svaki aspekt preventivne konzervacije,spomenute moraju biti što više prilagođene samom objektu o kom se radi.
Idealan prostor za transport mora u sebi ne samo uključivati zaštitu od udaraca,vibracija te nepravilnog rukovanja, već također mora imati i sustavno riješeno pitanje mikroklime unutar istog,te odgovarajuću zaštitu od štetnika.
Nosači kao i zaštitni omot,obloge i jastuci,kao i materijali koji se koriste za pakiranje, te veličina sanduka,sve ovo mora biti dio strategije za uspješno i sigurno obavljen transport predmeta.
Prijašnja uspješna rješenja nam sugeriraju da transport predmeta započinje s detaljnim inventiranjem,te izvještajem o stanju objekata prije transporta.Ako se transportira velik broj objekata,preporučljivo je prvo poslati male reprezentativne grupe,kako bi se ukazalo na eventualna moguća poboljšanja u samoj proceduri.Treba provjeriti stanje svih predmeta kako bi odredili dali ih je prije transporta potrebno stabilizirati,s time da uvijek ima i predmeta koji nisu spremni za put obzirom na njihovo stanje.
Često putovanje uključuje i izmjenu transportnih sredstava,te prijenos ovlasti s jedne kompanije na drugu,pa je s toga prije puta poželjno detaljno isplanirati i preispitati sve moguće kritične točke ,te detalje pakiranja prilagoditi spomenutom.
Brojni muzejski odjeli moraju biti uključeni u uspješno i sigurno transportiranje objekata.Konzervatori restauratori i tehničari,fotografi,kustosi i drugo osoblje moraju svi biti uključeni,a također u proces mogu biti uključene i druge institucije.Osoblje u mjestu dolaska također mora biti pripremljeno za prihvat objekata,uključujući i definiranje aklimatizacije,te raspakiravanja transporta.

## Kontrola štetnika
Vidi i članak  Muzejska integrirana zaštita od štetnika 
Štetnici predstavljaju ozbiljnu prijetnju opstojanju predmeta.Bez obzira hrane li se materijalom od kojeg jest objekt,ili samo na objektu traže sklonište,oni predmete mogu ozbiljno oštetiti ili čak uništiti,oni onečišćuju predmet,oslabljuju njegovu strukturu,te jednostavno privlače druga slična stvorenja. Najčešće se radi o insektima,mikroorganizmima,te glodavcima poput štakora i miševa,a u određenim slučajevima i pticama,šišmišima,gušterima i školjkama.
Pristup ovom problemu danas je bitno promijenjen,dok su nekada sredstva za fumigaciju i insekticidi primjenjivani neposredno na predmetima,danas su u uporabi više pasivnije i manje toksične metode.Pažljivim planiranjem njihova učinkovitost može biti jednaka onoj starijih, agresivnijih pristupa ovom problemu.Razni su materijali različito osjetljivi na određena oštećenja pa je pomno poznavanje materijala od kojih je predmet nezaobilazno-
.Rizici koji uključuju i samu građevinu u kojoj je zbirka smještena,konstruktivne i dekorativne materijale,i aktivnosti osoblja moraju biti uzeti u obzir.
Najjednostavniji način kontrole štetnika jest pažljivo i sustavno održavanje prostora u kom zbirke izlažemo ili čuvamo.Sve rupe i oštećenja na samoj građevini moraju biti zatvorene i sanirane,a oštećenja popravljena i sustavno nadzirana.Svi predmeti koji ulaze u zbirku moraju proći kroz razdoblje izolacije,u kome će se potvrditi da predmeti nemaju štetnika na/ili u sebi.Također je potrebno redovno kontrolirati ima li znakova prisutnosti spomenutih,uz napomenu da ovaj proces mora biti sustavno i detaljno dokumentiran kako bi se eventualne promjene zapazile na vrijeme.
U slučaju da do napada štetnika zaista i dođe potrebno je odmah i efektno poraditi na njihovom uklanjanju,vodeći pri tome računa o sigurnosti samog napadnutog materijala.Djelotvorni postupci uključuju fumigaciju,zamrzavanje,korištenje pesticida,uz napomenu da najčešće ključnu ulogu ima cijena samog postupka.

## Kontrola kriznih situacija
Za detaljnije informacije vidi članak Hitno reagiranje u muzejskom okruženju
Požar ili poplava, zemljotres, te razni neredi,terorizam, ratni sukob -  ubrajaju se u kategoriju kriznih situacija  ,te zahtijevaju sigurnosne mjere kada su u pitanju predmeti kulturne baštine.Iako se ove situacije ne mogu kontrolirati,ipak mogu biti u određenoj mjeri predviđene,kako obzirom na lokaciju zbirke,tako i u spremnosti institucije da se nosi s ovakvim ekstremnim situacijama.Brojni su primjeri,kada u slučaju nepogode predmete više nije bilo moguće vratiti u prvobitno stanje,te je ovoj ugrozi istodobno bio izložen velik broj objekata.Dobro oblikovan pribor za izlaganje,te položaj čuvaonice,uredan prostor iste,kao i razrađene procedure ponašanja u takvim situacijama,sve ovo znatno doprinosi smanjenju rizika vezanih uz krizne situacije.

## Reformatiranje/dupliciranje
Reformatiranje odnosno dupliciranje objekata kulturne baštine se obično javlja u vidu fotografske dokumentacije.Predmet se dokumentira kod ulaska u zbirku,kod izmještanja,te kod konzervatorskog zahvata.Na taj način imamo vizualnu referencu za buduće profesionalce,bilježi se izvorno stanje,kao i sva stanja nakon spomenutog.Uspješan ili neuspješan zahvat,odnosno zbrinjavanje mogu potom biti preciznije određeni,te iz istog možemo polučiti zaključke primjenjive u budućim promišljanjima o sudbini predmeta.I na kraju najvažnije,ako se išta dogodi predmetu,bilo putem nezgode ili prirodnim propadanjem, ostaje nam barem nekakvo svjedočanstvo vezano za predmet i njegovo postojanje.